# George N. Kapri
George N. Kapri (n. 1876, Roman – d. 1924, București) a fost un avocat, prefect și deputat de Roman.

## Biografie
Urmează cursurile primare și gimnaziale la Roman, apoi cele universitare la Facultatea de Drept din București. A fost șef de cabinet și director în Ministerul Cultelor și Instrucțiunii Publice, fiind un apropiat colaborator al lui Spiru Haret. A fost prefect (1915) și deputat de Roman.
Decorații
- Ordinul Coroana României
- Medalia Avântul Țării

Scrieri
- „Recidiva în drept penal”, Tesă pentru licență, București, I. V. Socecu, 1901.
- „Recidiva în drept penal” precedată de un studiu psihologic asupra dreptului societății de a pedepsi. Tesă pentru licență, București, I. V. Socecu, 1902.